# Mistrzostwa Europy U-21 w Piłce Nożnej 2006
Mistrzostwa Europy U-21 w Piłce Nożnej 2006 – 15. edycja Mistrzostw Europy U-21 w Piłce Nożnej, które odbyły się w Portugalii od 23 maja do 4 czerwca 2006 roku. W turnieju brało udział 8 drużyn. Po tytuł sięgnęła reprezentacja Holandii, pierwszy raz w historii.

## Miasta i stadiony
| Barcelos                                | Porto                        | Águeda                      |
| --------------------------------------- | ---------------------------- | --------------------------- |
| Estádio Cidade de Barcelos              | Estádio do Bessa             | Estádio Municipal de Águeda |
| Pojemność: 12 504                       | Pojemność: 51 211            | Pojemność: 10 000           |
|                                         |                              |                             |
| BarcelosPortoBragaGuimarãesÁguedaAveiro |                              |                             |
| Braga                                   | Guimarães                    | Aveiro                      |
| Estádio Municipal de Braga              | Estadio Dom Afonso Henriques | Estádio Municipal de Aveiro |
| Pojemność: 30 154                       | Pojemność: 30 146            | Pojemność: 12 504           |
|                                         |                              |                             |

## Kwalifikacje
W kwalifikacjach brały udział 48 drużyn narodowych U-21, podzielonych na 8 grup, w których znajdowało się 6, 5 lub 7 zespołów. Mistrzowie i wicemistrzowie grup awansowali do fazy play-off, z której zostały wyłonionych ośmioro finalistów turnieju głównego.

## Uczestnicy
| Reprezentacja            | Sposób kwalifikacji | Ostatni występ w ME U-21 | Najlepszy wynik w ME U-21            | Wynik        |
| ------------------------ | ------------------- | ------------------------ | ------------------------------------ | ------------ |
| Holandia U-21            | Zwycięzca Grupy A   | 2000                     | Półfinał (1988)                      | Mistrz       |
| Dania U-21               | Zwycięzca Grupy B   | 1992                     | Półfinał (1992)                      | Faza Grupowa |
| Portugalia U-21          | Zwycięzca Grupy C   | 2004                     | II miejsce (1994)                    | Faza Grupowa |
| Francja U-21             | Zwycięzca Grupy D   | 2002                     | Mistrzostwo (1988)                   | Półfinał     |
| Włochy U-21              | Zwycięzca Grupy E   | 2004                     | Mistrzostwo (1992, 1996, 2000, 2004) | Faza Grupowa |
| Niemcy U-21              | Zwycięzca Grupy F   | 2004                     | II miejsce (1978, 1980, 1982)        | Faza Grupowa |
| Ukraina U-21             | Faza play-o ff      | debiutant                | debiutant                            | II miejsce   |
| Serbia i Czarnogóra U-21 | Faza play-o ff      | 2004                     | II miejsce (2004)                    | Półfinał     |

## Faza grupowa
Na podstawie:
Legenda
|  | Awans do fazy pucharowej. |
|  | Odpadnięcie z turnieju.   |

Gdy dwie lub więcej drużyn zakończy fazę grupową z taką samą liczbą punktów, o kolejności w tabeli decyduje:
1. bilans bramkowy
2. liczba goli zdobytych w fazie grupowej;
3. punkty zdobyte w meczach pomiędzy danymi drużynami;
4. różnica bramek w meczach pomiędzy danymi drużynami;
5. zdobyte bramki w meczach pomiędzy danymi drużynami;
6. klasyfikacja fair play;
7. losowanie.

Pogrubieniem oznaczono drużyny, które wywalczyły awans do 1/8 finału.

### Grupa A
| Zespół                   | Pkt | M | W | R | P | Br+ | Br− | +/− |
| ------------------------ | --- | - | - | - | - | --- | --- | --- |
| Francja U-21             | 9   | 3 | 3 | 0 | 0 | 6   | 0   | +6  |
| Serbia i Czarnogóra U-21 | 3   | 3 | 1 | 0 | 2 | 2   | 3   | -1  |
| Portugalia U-21          | 3   | 3 | 1 | 0 | 2 | 1   | 3   | -2  |
| Niemcy U-21              | 3   | 3 | 1 | 0 | 2 | 1   | 4   | -3  |

| 23 maja 2006 00:00 CET | Serbia i Czarnogóra U-21 | 0:1(0:0)Raport | Niemcy U-21 · 61' Polanski | Estádio Cidade de Barcelos, Barcelos Widzów: 1 500 Sędzia: Serge Gumienny |
|                        |                          |                |                            |                                                                           |

| 23 maja 2006 20:45 CET | Portugalia U-21 | 0:1(0:1)Raport | Francja U-21 · 41' (sam.) Vale | Estádio Municipal de Braga, Braga Widzów: 30 000 Sędzia: Howard Webb |
|                        |                 |                |                                |                                                                      |

| 25 maja 2006 00:00 CET | Francja U-21 · Sinama-Pongolle 45+1' · Gouffran 71' · Mavuba 75' | 3:0(1:0)Raport | Niemcy U-21 | Estádio D. Afonso Henriques, Guimarães Widzów: 8 023 Sędzia: Undiano Mallenco |
|                        |                                                                  |                |             |                                                                               |

| 25 maja 2006 20:45 CET | Portugalia U-21 | 0:2(0:1)Raport | Serbia i Czarnogóra U-21 · 17' (sam.) Castro · 65' Ivanović | Estádio Cidade de Barcelos, Barcelos Widzów: 9 963 Sędzia: Gerald Lehner |
|                        |                 |                |                                                             |                                                                          |

| 28 maja 2006 00:00 CET | Francja U-21 · Bergougnoux 40' · Toulalan 54' · | 2:0(1:0)Raport | Serbia i Czarnogóra U-21 | Estádio Municipal de Braga, Braga Widzów: 8 595 Sędzia: Gerald Lehner |
|                        |                                                 |                |                          |                                                                       |

| 28 maja 2006 20:45 CET | Niemcy U-21 | 0:1(0:0)Raport | Portugalia U-21 · 90' Moutinho | Estádio D. Afonso Henriques, Guimarães Widzów: 28 174 Sędzia: Alon Yefet |
|                        |             |                |                                |                                                                          |

### Grupa B
| Zespół        | Pkt | M | W | R | P | Br+ | Br− | +/− |
| ------------- | --- | - | - | - | - | --- | --- | --- |
| Ukraina U-21  | 6   | 3 | 2 | 0 | 1 | 4   | 3   | +1  |
| Holandia U-21 | 4   | 3 | 1 | 1 | 1 | 3   | 3   | 0   |
| Włochy U-21   | 4   | 3 | 1 | 1 | 1 | 4   | 4   | 0   |
| Dania U-21    | 2   | 3 | 0 | 2 | 1 | 5   | 6   | -1  |

| 24 maja 2006 00:00 CET | Ukraina U-21 · Milevskyi 39' (k.) · Fomin 51' | 2:1(1:0)Raport | Holandia U-21 · 90' Luirink | Estádio Municipal de Águeda, Águeda Widzów: 2 000 Sędzia: Gerald Lehner |
|                        |                                               |                |                             |                                                                         |

| 24 maja 2006 20:45 CET | Włochy U-21 · Potenza 16' · Palladino 61' · Bianchi 90' | 3:3(1:3)Raport | Dania U-21 · 21' Würtz · 33' Kahlenberg · 41' Andreasen | Estádio Municipal de Aveiro, Aveiro Widzów: 3 000 Sędzia: Alon Yefet |
|                        |                                                         |                |                                                         |                                                                      |

| 26 maja 2006 00:00 CET | Dania U-21 · Kahlenberg 48' | 1:1(0:1)Raport | Holandia U-21 · 38' Huntelaar | Estádio Municipal de Aveiro, Aveiro Widzów: 8 100 Sędzia: Serge Gumienny |
|                        |                             |                |                               |                                                                          |

| 26 maja 2006 20:45 CET | Włochy U-21 · Chiellini 90' | 1:0(0:0)Raport | Ukraina U-21 | Estádio Municipal de Águeda, Águeda Widzów: 7 000 Sędzia: Howard Webb |
|                        |                             |                |              |                                                                       |

| 29 maja 2006 00:00 CET | Dania U-21 · Kahlenberg 43' | 1:2(1:1)Raport | Ukraina U-21 · 31' Fomin · 31' Milevskyi · | Estádio Municipal de Águeda, Águeda Widzów: 6 000 Sędzia: Undiano Mallenco |
|                        |                             |                |                                            |                                                                            |

| 29 maja 2006 20:45 CET | Holandia U-21 · de Ridder 74' | 1:0(0:0)Raport | Włochy U-21 | Estádio Municipal de Aveiro, Aveiro Widzów: 14 233 Sędzia: Martin Hansson |
|                        |                               |                |             |                                                                           |

## Faza pucharowa
Wyniki w nawiasach oznaczają rezultat w serii rzutów karnych.
|  |                          |                          |              |                       |   |               |               |       |
|  | Półfinał                 | Półfinał                 | Półfinał     |                       |   | Finał         | Finał         | Finał |
|  | Półfinał                 | Półfinał                 | Półfinał     |                       |   | Finał         | Finał         | Finał |
|  | 1 czerwca 2006, Braga    |                          |              |                       |   |               |               |       |
|  |                          |                          |              |                       |   |               |               |       |
|  | Francja U-21             | Francja U-21             | 2            |                       |   |               |               |       |
|  | Francja U-21             | Francja U-21             | 2            | 4 czerwca 2006, Porto |   |               |               |       |
|  | Holandia U-21            | Holandia U-21            | 3            |                       |   |               |               |       |
|  | Holandia U-21            | Holandia U-21            | 3            |                       |   | Holandia U-21 | Holandia U-21 | 3     |
|  | 1 czerwca 2006, Aveiro   |                          |              |                       |   | Holandia U-21 | Holandia U-21 | 3     |
|  |                          |                          | Ukraina U-21 | Ukraina U-21          | 0 |               |               |       |
|  | Ukraina U-21             | Ukraina U-21             | Ukraina U-21 | Ukraina U-21          | 0 | 0 (5)         |               |       |
|  | Ukraina U-21             | Ukraina U-21             |              |                       |   |               |               |       |
|  | Serbia i Czarnogóra U-21 | Serbia i Czarnogóra U-21 | 0 (4)        |                       |   |               |               |       |
|  | Serbia i Czarnogóra U-21 | Serbia i Czarnogóra U-21 | 0 (4)        |                       |   |               |               |       |

### Półfinały
| 1 czerwca 2006 00:00 CET | Francja U-21 · Faubert 51' · Bergougnoux 85' · | 2:3 dogr.(1:1)Raport | Holandia U-21 · 6', 107' Hofs · 38' Huntelaar | Estádio Municipal de Braga, Braga Widzów: 12 000 Sędzia: Undiano Mallenco |
|                          |                                                |                      |                                               |                                                                           |

| 1 czerwca 2006 00:00 CET                                                                                       | Ukraina U-21 | 0:0 k. 5:4(0:0)Raport                                                                              | Serbia i Czarnogóra U-21 | Estádio Municipal de Aveiro, Aveiro Widzów: 5 000 Sędzia: Howard Webb |
| |              | |                          |                                                                       |
| |              | Rzuty karne                                                                                        |                          |                                                                       |
| Grygoriy Yarmash · Ruslan Fomin · Dmytro Chygrynskyi · Oleksiy Godin · Oleksandr Yatsenko · Oleksandr Maksymov |              | Vladimir Stojković · Nenad Milijas · Dejan Milovanović · Dušan Basta · Marko Lomić · Milan Purović |                          |                                                                       |

### Finał
| 4 czerwca 2006 00:00 CET | Holandia U-21 · Huntelaar 11', 43' (k) · Hofs 90' · | 3:0(2:0)Raport | Ukraina U-21 | Estádio do Bessa, Porto Widzów: 22 146 Sędzia: Martin Hansson |
|                          |                                                     |                |              |                                                               |

## Strzelcy

### 4 gole
- Klaas-Jan Huntelaar

### 3 gole
- Thomas Kahlenberg
- Nicky Hofs

### 2 gole
- Bryan Bergougnoux
- Ruslan Fomin
- Artem Milevskyi

### 1 gol
- Leon Andreasen
- Rasmus Würtz
- Julien Faubert
- Yoan Gouffran
- Rio Mavuba
- Florent Sinama-Pongolle
- Jérémy Toulalan
- Daniël de Ridder
- Gijs Luirink
- Eugen Polanski
- João Moutinho
- Branislav Ivanovic
- Rolando Bianchi
- Giorgio Chiellini
- Raffaele Palladino
- Alessandro Potenza

### Gole samobójcze
- Zé Castro (dla  Francji)
- Bruno Vale (dla  Serbii i Czarnogóry)

## Klasyfikacja końcowa
| Miejsce                        | Reprezentacja            | Punkty | Bramki +/− | Bramki zdobyte |
| ------------------------------ | ------------------------ | ------ | ---------- | -------------- |
| Strefa medalowa                |                          |        |            |                |
| złoto                          | Holandia U-21            | 10     | +4         | 9              |
| srebro                         | Ukraina U-21             | 9      | -2         | 4              |
| brąz                           | Francja U-21             | 9      | +5         | 8              |
| brąz                           | Serbia i Czarnogóra U-21 | 3      | -1         | 2              |
| Wyeliminowane w fazie grupowej |                          |        |            |                |
| 5.                             | Włochy U-21              | 4      | 0          | 4              |
| 6.                             | Portugalia U-21          | 3      | -2         | 1              |
| 7.                             | Niemcy U-21              | 3      | -3         | 1              |
| 8.                             | Dania U-21               | 2      | -1         | 5              |